# Femtekolonnare
Femtekolonnare (av det militära arméindelningsbegreppet kolonn) är en ofta nedsättande benämning på underjordisk motståndsrörelse eller enskilda med snarlik verksamhet, både i organiserad och oorganiserad form, särskilt när de lierar sig med en invaderande armé.
Begreppet används oftast av motståndare som en synonym till förrädare, svikare eller infiltratör. Ett exempel är när en infiltratör förstör så mycket som möjligt inifrån en annan organisation, till exempel i avsikt att förhindra att denna organisation växer till en kraftfull aktör. Sedermera har begreppet även blivit benämning på sabotör och landsförrädare i allmänhet.

## Historia
Begreppet myntades under spanska inbördeskriget. Då general Francisco Franco och hans falangister i november 1936 närmade sig Madrid i fyra kolonner sades fascister inne i Madrid utgöra en "femte kolonn", som var redo att ansluta sig till dem. Beroende på källa tillskrivs uttrycket någon av de två nationalistiska generalerna Gonzalo Queipo de Llano och Emilio Mola.
Begreppet användes bland annat av Karl Gerhard i kupletten Den ökända hästen från Troja (1940), en satir över Nazityskland och dess anhängare.